# Georges-Adam de Starhemberg
Georges-Adam, comte puis prince de Starhemberg (en allemand, Georg Adam Graf von Starhemberg, puis Fürst von Starhemberg), né à Londres le 10 août 1724 et mort à Vienne le 19 avril 1807, est un homme d'État au service des Habsbourg d'Autriche.

## Biographie
Il est le fils aîné survivant des treize enfants de Konrad Siegmund, comte de Starhemberg (1689-1727), ambassadeur d'Autriche à Londres (Georges-Adam a pour parrain le roi George Ier de Grande-Bretagne), et d'Elisabeth, comtesse de Löwenstein-Wertheim-Rosenberg (1689-1763). Il épouse en premières noces, le 13 novembre 1747, sa cousine, Marie Thérèse Esther, comtesse de Starhemberg (1727-1749), laquelle lui donne une fille unique : Marie-Léopoldine (1749-1756), et en secondes noces, le 1er juillet 1761, Marie-Françoise, princesse de Salm-Salm qui lui donne deux fils : Ludwig (1762-1833) et Joseph Franz (1767-1771)
Starhemberg est successivement ministre plénipotentiaire à Lisbonne et à Madrid, puis ambassadeur en France (1753-1766) où il va jouer un rôle de premier plan dans le rapprochement des deux pays. À partir de 1766, il siège dans l'appareil gouvernemental à Vienne. Peu apprécié de l'empereur Joseph II, il est envoyé en 1770 comme ministre plénipotentiaire à Bruxelles, auprès du gouverneur général des Pays-Bas, Charles de Lorraine, en remplacement du comte de Cobenzl, décédé. Il brille moins à ce poste que son prédécesseur, mais entretient de meilleures relations avec Charles de Lorraine et avec le chef-président du Conseil privé, le comte de Neny, ce qui permet au gouvernement des Pays-Bas de travailler efficacement dans la voie de réformes éclairées. Il s'intéresse particulièrement au développement du commerce (port franc d'Ostende). On retiendra à son actif le rôle majeur qu'il a joué dans la création du quartier de la Place Royale et du Parc de Bruxelles. Dès 1773, il entreprend d'élaborer le projet du nouveau quartier bruxellois. Il s'entoure de collaborateurs tels qu'Ange-Charles de Limpens, membre du Conseil des Finances, le sculpteur Godecharle et l'architecte français Barnabé Guimard.
Peu enthousiaste par rapport aux réformes de Joseph II, il obtient son rappel à Vienne le 9 mai 1783. Il exerce ensuite diverses fonctions à la cour de Vienne.
Il devient chevalier de l'Ordre de la Toison d'or en 1759, est créé prince (Reichsfürst) en novembre 1765 et est également grand-croix de l'ordre de Saint-Étienne. Franc-Maçon, il fit partie des Loges Minerva zu den Drei Palmen (Leipzig) et Zu den Drei Adlern (Vienne, Aux Trois Aigles).
Il était le propriétaire du Freihaustheater ou Theater auf der Wieden. C'est en ce lieu que fut représentée 223 fois La Flûte enchantée de Mozart.